# Beynac-et-Cazenac
Beynac-et-Cazenac [bɛnak e kaznak] ist eine französische Gemeinde mit 447 Einwohnern (Stand 1. Januar 2022) im Département Dordogne in der Region Nouvelle-Aquitaine. Die Gemeinde an der Dordogne gehört zum Kanton Sarlat-la-Canéda im Arrondissement Sarlat-la-Canéda. Sie besteht aus den Dörfern Beynac und Cazenac sowie Weilern und Einzelhöfen. Beynac ist als eines der Plus beaux villages de France (schönsten Dörfer Frankreichs) klassifiziert.

## Geschichte
Beynac-et-Cazenac breitet sich am Rande des Flusses Dordogne auf den felsigen Terrassen unterhalb einer 150 m hohen Steilwand aus. An diesem Platz gab es schon in der Bronzezeit Höhlensiedlungen. Als die vier Baronien des Périgord gegründet wurden, gehörte Beynac dazu, zusammen mit Biron, Bourdailles und Mareuil. Der erste Seigneur von Beynac wurde 1115 „aktenkundig“, nämlich als Maynard de Beynac an die Abtei Fontevrault spendete. Das Schicksal des Ortes und auch allgemein des Périgord noir war in Folge mit jenem der Familie de Beynac verbunden.

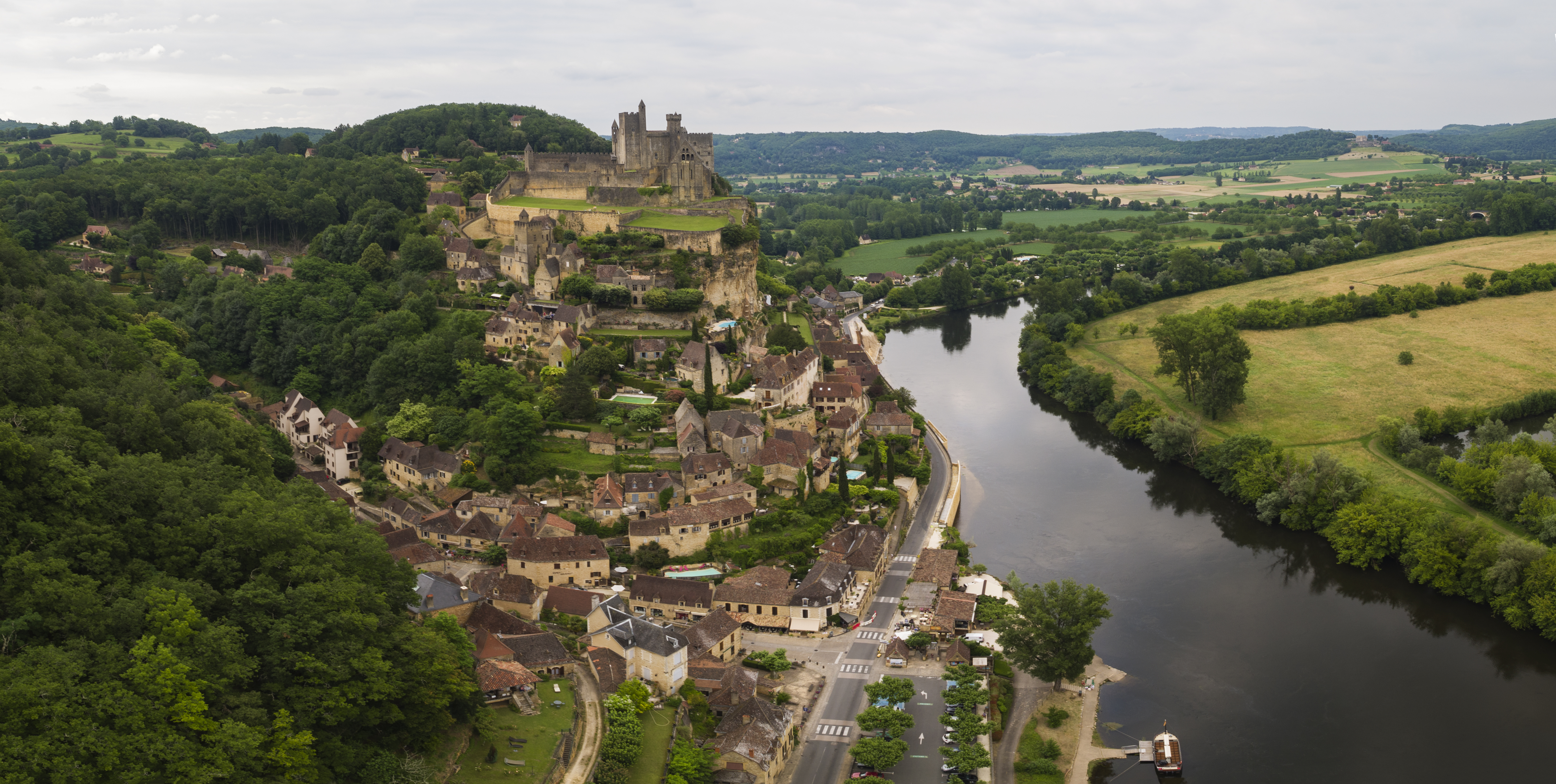
Beynac von Westen

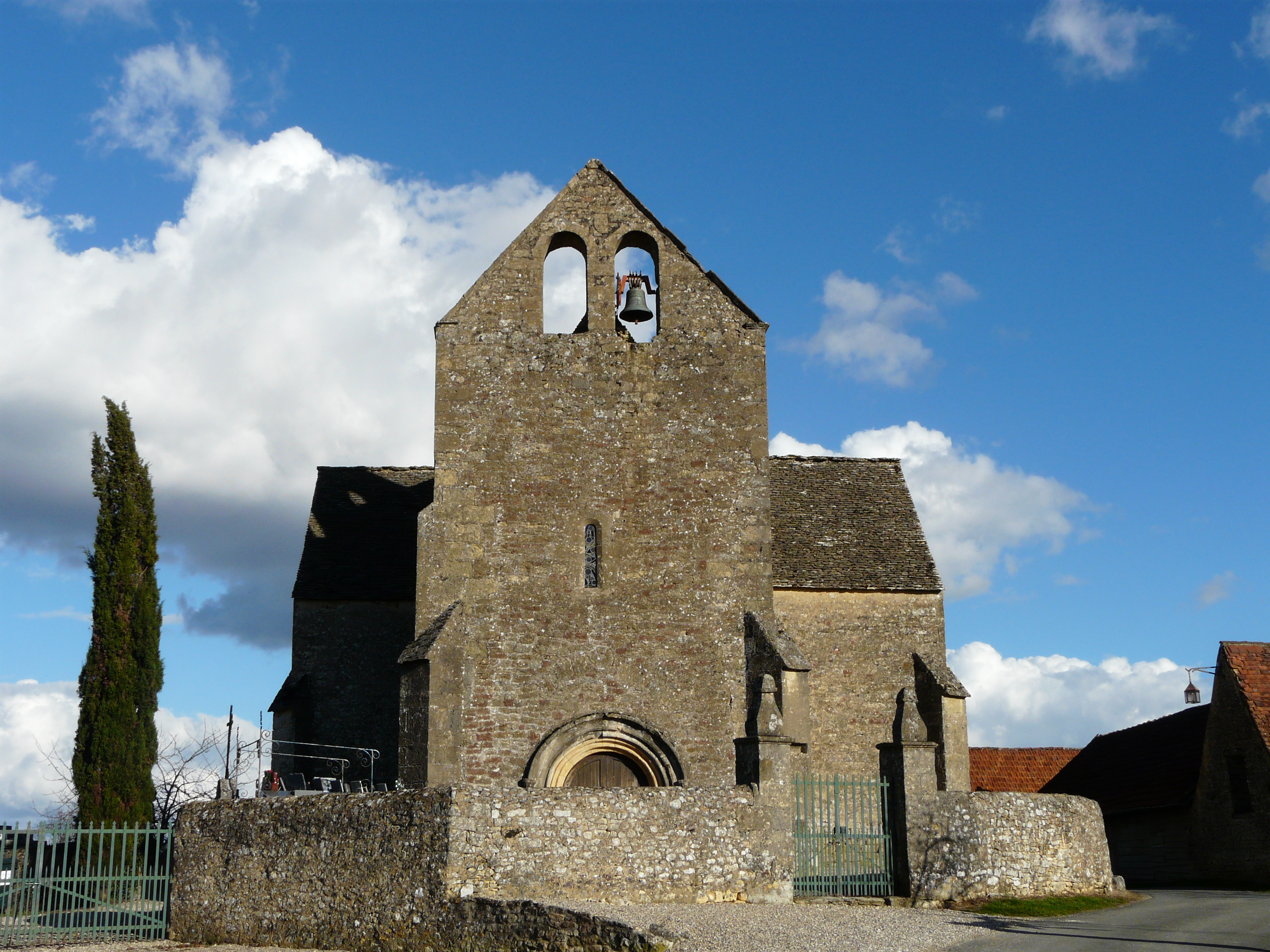
Kirche Saint-Martial in Cazenac

Das über der Ortschaft thronende Schloss geht auf das 12. Jahrhundert zurück. Im Hundertjährigen Krieg stand Beynac auf der Seite der Franzosen, und Ende des 12. Jahrhunderts bemächtigte sich Simon de Montfort des Schlosses Beynac. Im Jahr 1217 erlangte die Familie de Beynac ihr Schloss jedoch dank des Eingreifens von König Philipp II. zurück. 1370 wurden die Engländer endgültig vertrieben.

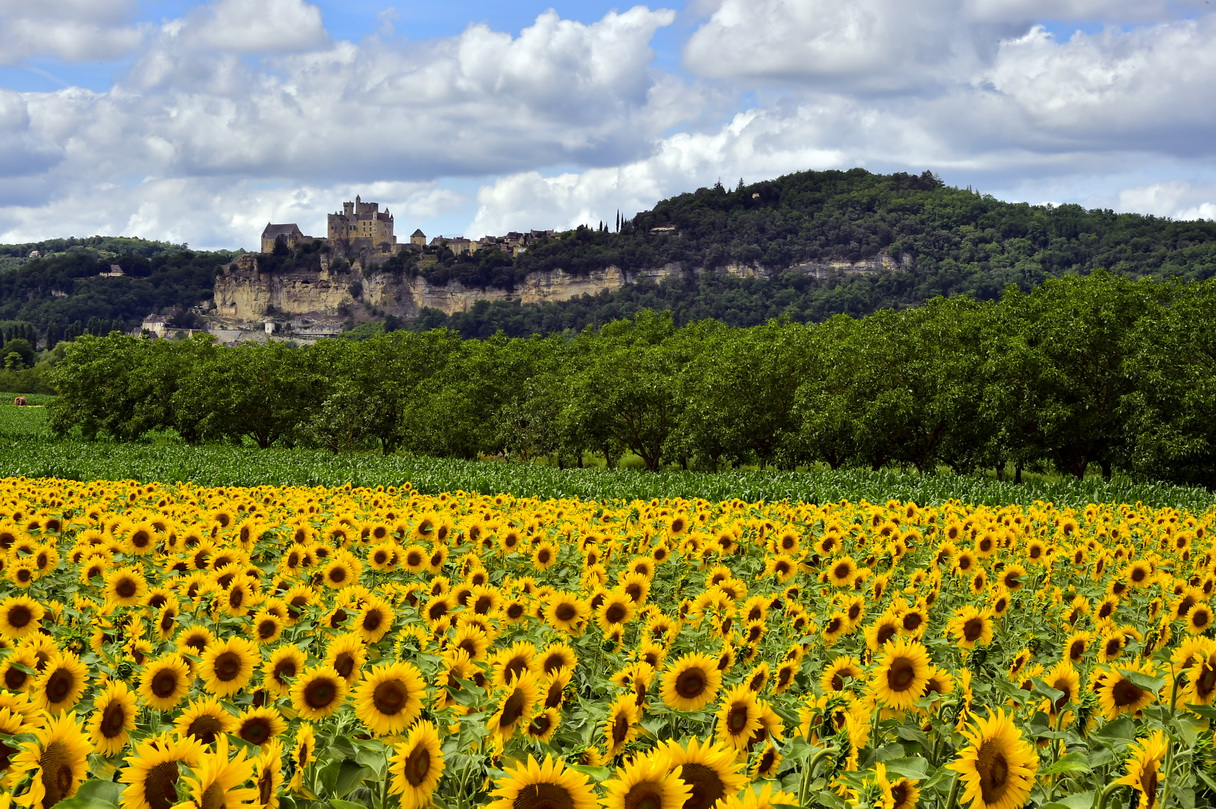
Beynac aus Richtung Jardins de Marqueyssac

Die Familie de Beynac erlosch mit Pierre († 9. Oktober 1753 in Bordeaux), dem letzten Marquis de Beynac, der 1727 in erster Ehe Anne-Marie de Boucher geheiratet hatte, mit der er zwei Töchter hatte: Julie-Constance († 1768), Gattin des Marquis Pierre-François de Castelnau, und Claude-Marie, die 1761 Christophe Marie de Beaumont du Repaire, den Neffen des Erzbischofs Christophe de Beaumont, heiratete. Die Familie de Beaumont du Repaire fügte ihrem Namen den Zusatz Beynac hinzu und trug fortan den Titel Marquis de Beaumont-Beynac.
Im Schutze der Wälle bildeten sich verschiedene „Wohnviertel“; in einem davon siedelten hauptsächlich Weber. Auch der Hafen trug zum wirtschaftlichen Aufschwung bei; er war ein wichtiger Ankerplatz für die Handels- und Transportschifffahrt. In der Zeit nach der Französischen Revolution bis in die Mitte des 19. Jahrhunderts gewannen regionale Erwerbszweige wie Fischfang, Landwirtschaft und Häuserbau zunehmend Bedeutung. 1827 wurde der 5 km entfernte Weiler Cazenac eingemeindet. Einer der Nachfahren der Familie Beaumont-Beynac verkaufte schließlich 1961 das Schloss Beynac.
| Bevölkerungsentwicklung | Bevölkerungsentwicklung | Bevölkerungsentwicklung | Bevölkerungsentwicklung | Bevölkerungsentwicklung | Bevölkerungsentwicklung | Bevölkerungsentwicklung | Bevölkerungsentwicklung | Bevölkerungsentwicklung |
| ----------------------- | ----------------------- | ----------------------- | ----------------------- | ----------------------- | ----------------------- | ----------------------- | ----------------------- | ----------------------- |
| Jahr                    | 1962                    | 1968                    | 1975                    | 1982                    | 1990                    | 1999                    | 2009                    | 2017                    |
| Einwohner               | 355                     | 410                     | 411                     | 460                     | 498                     | 506                     | 522                     | 547                     |

## Sehenswürdigkeiten
- Burg Beynac

## Persönlichkeiten
- Philippe Rossillon (1931–1997), Bürgermeister von 1965 bis 1984.